# Страдч
 Страдч — село Яворівського району Львівської області на річці Верещиці. Розташоване на трасі М10 Львів—Краковець.

## Історія
Страдч, що на Яворівщині

Б. М. Стенчинський. Вхід до печери у Страдчі, 1841

Починаючи від диких татаро-монгольських і кінчаючи вишколеними більшовицькими ордами, у вирі набігів і воєн було безповоротно втрачено величезну кількість документів, які могли б витлумачити нам не одну загадку минувшини. Та саму історію не стерти нікому.
Одного разу два брати, княжі стрільці з містечка Городок, вибралися на полювання. Довго вони ходили лісами, а здобич все ховалась від їх пильного погляду. Втративши надію будь-що вполювати, вони повернули додому. Аж ось один з братів побачив рись. Натягнув він лук, прицілився і пустив, аж задзвеніла в повітрі тятива. Та схибив стрілець, бо стріла, уп’явшись в бік, тільки ранила звіра, і він зник в поблизьких хащах. Кинулись тоді стрільці в погоню по кривавому сліду, що його лишав ранений звір. Довго вони бігли хащами, і аж перед вечір слід їх привів до невеликої діри в горі, в котрій заховалась рись. Порадились брати і вирішили заночувати поблизу печери. Зранку вони вполювавши рись і, знеохочені подальшими, ловами, вирішили оглянути округу. Висока гора, вкрита лісом, стрімко спадала до грайливої річки, в якій водилась незліченна кількість риб та різної звірини. Протилежна сторона гори плавно переходила в рівнину, вкриту густими травами. Ген вдалині на обрії синіли верхи карпатських хребтів. Місце їм настільки сподобалось, що пізніше, коли стрільці посварилися з княжим посадником в Городку, то разом з сім’ями втекли сюди. З часом біля них селилися інші люди; корчували ліс, розорювали галявини, будували нові оселі, і на горі виросло ціле село, яке в честь його засновників, княжих стрільців, було назване Стрілиська (в народі також побутують назви Стрілки, Стрілків, Стрільців).
Таким ось цікавим, але далеко недостовірним переказом розпочинається історія села; Та ним ми змушені задовольнитись через брак інших документальних даних. Існує ще декілька варіантів цієї легенди, згідно з якими стрільці переслідували оленя, або ж двох рисів, та всі вони сходяться в одному: село було засноване княжими стрільцями, в честь яких і отримало назву Стрілиска.
Проте, коли глянути в історію Галицького князівства, легенди про випадкову знахідку вигідної місцевости стрільцями виглядають зовсім неправдоподібно. У ті часи вся довколишня місцевість була вкрита густою мережею замків, городищ, погостів, різноманітних укріплень. Що 10-15 км можна було зустріти більше чи менше укріплення, тому жодна випадковість вже не могла мати місця. І саме тоді, коли стрільці мали вирушити на полювання, на місці майбутніх “Стрілиськ” вже існувало давньоруське городище, яке датується XI-XIII ст. Разом з іншими укріпленнями і городищами, розкиданими побіч, Стрілиська творили єдиний оборонний комплекс, будівництво якого велось цілеспрямовано. Проте з точки зору історичної фольклористики такі легенди складають неоціненний скарб, і є єдиним живим свідком тих далеких часів; фактом, що здатен з максимальною точністю відтворити дух подій, історична достовірність яких конкретними доказами здається втрачена для нас безповоротно.
Але повернімось до легенди про княжих стрільців, переказ якої, посилаючись на Вацлава Залеського, подає Іван Крип’якевич. З віком змінилась вдача братів, і їх уми звернулись до святих речей. Вони стали монахами-василіанами, пристосувавши для житла печеру. Колишні стрільці заклѝкали ще кількох ченців і перетворили печеру на церкву і монастир. Дещо іншу версію цієї легенди опублікував в своїй розвідці Н. Вояковський. Він, зокрема, пише, що стрільці побудували тут невелику дерев’яну церковцю, до якої спровадили ченців. Монахи почали селитись в поодиноких печерках, розкиданих довкола страдецької гори. У другій половині XI ст. прийшов до Стрілиськ чернець з Києво-печерської Лаври, і під його керівництвом почалась праця над викуттям у скелі підземного монастиря, яка була завершена наприкінці XI ст.
Розмірковуючи над згаданими працями та приведеними в них легендами, ми знову стикаємось з цілою низкою питань і сумнівів. Коли і як поселились тут перші ченці? Коли і як був заснований печерний монастир, і чи взагалі печера мала культове призначення? Незрозуміло на основі яких джерел Н. Вояковський стверджує про будівництво монастиря під керівництвом зайшлого ченця з Києво-Печерської Лаври. Очевидно, що київські печери могли служити прикладом для побудови аналогічного монастиря в Стрілиськах, проте прототипом міг бути будь-який інший підземний монастир як Східної, так і Західної Європи. Сумнівним видається твердження про те, що дерев’яна церква, побудована “стрільцями”, простояла аж до XVIII ст., бо найбільш імовірно, первісна церква мала би бути зруйнована внаслідок розвитку тих подій, що призвели до знищення села у XIII ст.
В XX ст. висувались різні припущення про походження і призначення страдецької печери.
Наприкінці 30-х років XX ст. стараннями місцевого пароха Н. Вояковського і львівського археолога Ярослава Пастернака на страдецькій горі розпочато розкопки і детальне вивчення печери й городища, які, на жаль, були припинені в 1939 р. внаслідок початку Другої світової війни. За неповних два роки було виявлено багатий археологічний матеріал, що дав змогу засвідчити існування давньоруського монастиря в страдецьких печерах і датувати його другою пол. XI – першою пол. XIII ст.
Детальний опис печерного монастиря міститься в згаданій розвідці Н. Вояковського. Сьогодні на вступі до печери знаходиться у вигляді невеликого коридору вхідна церква Матері Божої Нерушимої Стіни, вимурувана і посвячена ще в часи проведення розкопок. Відразу за престолом, при вході в печеру, під правою стіною стоїть лавка воротаря, котрий слідкував, щоби чужі люди не заходили до монастиря. Трохи далі, по ліву сторону хідника, знаходиться великий грот, який в ті давні часи служив підземною монастирською церквою. Тут, під лівою стіною, стояв проскомидійний стіл, витесаний з каменю, а над ним було заглиблення в стіні, де колись поміщалась невеличка іконка. Поблизу нього стоїть кам’яний стілець для сповіді. При головній стіні викуто з каменю престол висотою в один метр. На престолі, в заглибленні, як свідчив напис, були поміщені мощі св. Тимофія Ефеського. На жаль, жоден з написів, а також обидві ікони Христа, увінчаного терням, і св. Параскеви П’ятниці, що були витесані з каменю в скельній стіні, про які згадував Н. Вояковський до нашого часу не збереглись. До того ж, сам зал в 70-80-х рр. XX ст. був настільки знищений, що ідентифікувати окремі деталі підземної церкви, описані Н. Вояковським є досить складною справою. Побіч церковці знаходилась келія ченця-затворника, що з’єднувалась з храмом невеличким віконцем, через яке він отримував Святе Причастя та скромну поживу.
Від підземної церкви вглиб печери, по обох боках коридору розміщені невеликі, тепер напівзасипані, ніші-келії з напівкруглим склепінням. Дещо далі хідник розгалужується на два рукави. Дорога праворуч називається “до криниці” і, пройшовши коротеньким коридорчиком, закінчується невеликою кімнатою. Назва цього ходу пов’язана з тим, що в даному напрямку спуск з гори виводить до місця, де колись було джерело, що в народі називалось “криниця”. Крім того, як оповідають старожили, з хідника, який сьогодні повністю засипаний, до кімнати доносився шум води.
Хід ліворуч, що називається “до Києва”, спочатку петляє в горизонтальній площині, а потім по сходах круто піднімається до гори і далі, все звужуючись, так, що пробиратись треба по-пластунськи, виводить до просторої кімнати (в народі її називають “хата”), котра, очевидно, служила келією ігумена. На цьому місці в зв’язку з початком Другої світової війни розкопки були припинені.
Небезпідставною також є легенда, що ченці спочатку селились в невеликих отворах-гротах навколо гори. Один з таких отворів існує до сьогоднішнього часу, і в селі його називають “Діра”. Довкола гори видніється ще декілька напівзасипаних отворів, що могли б служити первісним житлом для ченців.
Та повернемось до тих часів, коли печера в Стрілиськах була діючим монастирем. В 1239-1240 рр. орди хана Батия жорстоким смерчем пронеслись по землях Русі. Проте навіть це лихо не спинило міжусобних сутичок між чернігівськими і галицькими князями, і в 1243 році війна вибухнула з новою силою. Тому не дивно, що Стрілиська, будучи в числі головних опорних пунктів галицького пограниччя, розташовані на перехресті основних доріг стали одним з об’єктів цієї боротьби. Про похід чернігівського князя в Галичину в Іпатіївському літописі під 1243 роком (6751 р.) записано: “…и пришедъ ко Печеръ Домамири и прельсти с Володиславъ, и вдашася Ростиславу; и оттуда, поима, пойде ко Галичю, рекий : “Яко твой есть Галичъ”.
Події розвивались блискавично. Похід чернігівського князя Ростислава на Галич виявився невдалим. Данило Галицький розбив чернігівське військо, зайняв Галич, а Ростислава змусив до втечі. Очевидно, що відступ відбувався тією ж дорогою і проходив через згадані Домамири. В цей же час орда Батия повертала з Європи, і один з його загонів стикнувся з залишком дружини Ростислава в Бірку (чи не про північно-східну околицю Страдча йде мова, яка і до нині називається Бірок). “Въ лъто 6751 (1243 р.) Ростислава розгнаша Татарове во Борку и бъжавъ Угры…”
Коли орда переходила шляхом, що проходить поблизу, села один татарин відбився від загону і заглибився в поблизькі хащі. Шукаючи дороги, він проходив недалеко від печери, в якій на той час сховались жителі села. Старші люди оповідають, що там схоронилось близько двох тисяч чоловік. Селяни, що затаїлися в печері, уважно стежили за татарином і, коли той підійшов ближче, вистрелили з лука. Та стріла тільки ранила його в плече і він, наробивши величезного лементу, втік. На той крик збігся весь татарський загін. Так, зовсім випадково було виявлене місце, де сховались жителі села. Тоді татарський хан, вийшовши наперед, сказав, щоб люди, котрі є в печері здались на його ласку, бо іншого виходу в них нема. Довго радились селяни, та знаючи, що значить татарська неволя, вирішили не здаватись, і тоді розлючений хан крикнув: “Коли не хочете бути моїми рабами, то станете рабами вогню!” Він наказав своїм воїнам зносити до печери хмиз, сухе листя, солому і розпалити біля входу велике вогнище. Їдкий дим густим рукавом поліз по хідниках печери. Тоді ігумен монастиря зібрав всіх ченців і вийшов просити хана щоби той спинив жорстоку розправу. “Великий хане!- сказав він.- Змилуйся над нещасним народом, зглянься на сльози невіст і дітей. Не карай неповинних людей за те, що поранили твого воїна”. Розсміявся хан і відповів: “Зухвала старче, твоя річ. Та хай буде так. Я послухаю тебе і загашу багаття, але тільки вашою кров’ю!” На ті слова озвірілі татари з гострими ножами кинулись на юрбу беззбройних ченців. Так було знищене село, так загинули люди, так був зруйнований монастир. З того часу нове село, що постало на пожарищах Стрілиськ-Домамир, стало називатись Страдч (від слів страдати, страта).
Згідно з легендою, після кривавого побоїща на страдецьку гору зійшла Пречиста Діва Марія і гірко оплакувала загиблих. Вона забрала їхні душі до Неба. Тому-то жителі села від давніх часів так щиро пошановують ім’я Діви Марії. Тому-то вони вважають страдецьку землю святою, бо зрошена вона слізьми Богородиці. І як часто можна побачити прочан, що з безмежною вірою в серці клякають на страдецьку землю, цілують білий страдецький пісок і, зв’язавши пригоршню піску в хустинку, притуляють його до грудей, говорячи: “Цей пісок є святий. Він помічний в кожній потребі в кожній хворобі, бо має велику силу”. І дійсно це місце святе, адже залите кров’ю наших пращурів, що через віки волають до нашої пам’яті, до нашого сумління.
Ось таку страшну правду донесли до нас прадавні легенди. Та все ж деякі свідчення тих драматичних подій таки дійшли до нашого часу. Під час археологічних розкопок було виявлено обгорілі залишки дерев’яних речей в келіях і підземній церкві, відкопано рештки людей, що були видушені в печері димом. Так, за свідченням учасниці розкопок Анастасії Дейнеки, з лівої сторони перед входом до печери під шаром піску було виявлено попіл і обгорілі кістки кількох чоловік.
Під час розкопок було впорядковано територію навколо печери. При вході було стесано частину схилу гори і зроблено невеликий майданчик. Праворуч на цьому майданчику для кістяків людей, котрих відкопували в печері, було вимурувано саркофаг. Декілька метрів вхідного коридору печери були обмуровані і перетворені на церкву Матері Божої Нерушимої Стіни, що фактично знаменувала собою усипальню загиблим. В цій вхідній церковці щороку проводились панахиди за полеглих від рук татарських наїзників.
Проте впродовж 60-х — 80-х рр. за атеїстичного Радянського Союзу, де була дозволена лише одна, кишенькова, "Православна Церква", яка служила інтересам держави, все це було знищене; вхідна церковця сплюндрована, саркофаг розбито, а людські кості порозкидано. Після сильних дощів, вони де-не-де жовтіли з-під землі на стежці, що веде в гору до печери, і було видно, як невдячні нащадки раз-по-раз, тупцюючи ногами, перемішують їх з ґрунтом.
Вивчення печери в 30-х рр. XX ст. дало можливість вирішити питання її походження і розв’язати багато пересудів. Одначе, не зважаючи на титанічну працю Я. Пастернака і о. М. Вояковського, в неймовірно важких умовах польської окупації і величезний ентузіазм юнаків і дівчат села й різноманітних молодечих організацій Львова, дослідження печери так і не було завершене. Досі залишається невідомим куди ж далі веде хідник з келії ігумена (“хати”).
В літературнім збірнику Галицько-Руської Матиці приводиться свідчення церковного провізора про те, що він в дитинстві проліз в отвір, котрий знаходиться в “хаті”, і просувався дуже довго, поки, злякавшись, не повернув назад. Йому в свій час старі люди оповідали, що два хлопці йшли київським хідником два дні, так і не дійшовши кінця. Відсутність точних відомостей про довжину і напрямок цього коридору породжували різні повір’я і перекази. Так одна з легенд говорить, що колись давно люди захотіли дізнатись про довжину підземного хідника. Проте хід був настільки довгим, що всі їх намагання пройти його були марними. Тоді вони зловили зайця, прив’язали йому до шиї табличку з написом “Страдч” і, сильно наполохавши, пустили в печеру. Заєць два тижні не їв і не пив, все біг попід землею, аж поки не вискочив в одній з печер у Києві. Тоді він ходив по вулицях Києва, а люди, прочитавши на таблиці напис “Страдч”, дивувались, що заєць здолав таку дорогу попід землею. Тому хідник і був названий “до Києва”. До останнього часу більшість старших людей села була твердо переконана, що страдецькі печери підземними переходами зв’язані з Києво-Печерською Лаврою.
Один з переказів також оповідає, що Богородиця переходила попід землею від святині до святині, і перед нею скелі і земля розступалися.

## Населення

### Мова
Розподіл населення за рідною мовою за даними перепису 2001 року:
| Мова       | Кількість | Відсоток |
| ---------- | --------- | -------- |
| українська | 934       | 98.84%   |
| російська  | 8         | 0.84%    |
| білоруська | 3         | 0.32%    |
| Усього     | 945       | 100%     |

## Релігійне життя
Джерела інформують, що у часи Київської Русі та Галицько-Волинського князівства неподалік села Страдч знаходився другий після Києво-Печерської лаври підземний православний монастир в Україні. Розміщувався він на високій горі на лівому березі р. Верещиці поблизу села. В Галицько-Волинському літописі від 1242 під назвою «Печера Домажирова» згадується монастир, який знаний галицький історик Денис Зубрицький асоціює зі Страдчівським. Іншої позиції дотримувався історик М. Грушевський, котрий, критично оцінивши припущення Д. Зубрицького, висловив думку, що літописна «Печера Домажирова» може знаходитися поблизу села Домаморич на Тернопільщині. Все ж сучасні археологічні дослідження дають підстави схилитися на користь думки Д. Зубрицького.
Археологічними дослідженнями встановлено, що цей православний монастир складався із вхідної галереї (довжина бл. 40 м), ходів загальною довжиною понад 270 м і кількох келій, які розміщувались на глибині бл. 20 м. На вершині гори знаходилось укріплене городище. Монастир припинив своє існування бл. 14 ст. До нашого часу збереглися численні легенди про монастир та про знищення ченців монголо-татарами.
Одним із перших дослідників, котрий описав цю пам'ятку, був Богуш Жигмонт Стечинський. На сторінках польського видання «Przyjaciel Ludu» він у 1841 р. під літерою «К» опублікував опис цієї печери. Пізніше печера в Страдецькій горі продовжувала викликати значний інтерес серед наукової спільноти, а саме: К. Фалькевіча, І. Гавришкевича, Антоні Шнайдера, Венедикта Площанського та ін.
Про існування парафіяльного храму дізнаємося з дозволу короля Владислава II Ягайла від 12 червня 1416 р. про заснування в селі руської парафії.. Вона підпорядковувалась Перемишльській єпархії, яка була адміністративною одиницею Київської митрополії.
У податковому реєстрі 1515 року в селі документується поп (так називали священників до кінця ХІХ ст., а декана — протопоп), шинок, млин і 4 лани (близько 100 га) оброблюваної землі.
Митрополит Київський, Галицький та всієї Русі Михайло Рогоза (1589–1599) та більшість єпископів Київської митрополії у 1596 році укладають Берестейську унію. Спровоковано було цей крок руського духовенства також тим, що Константинополь вступив у фінансову залежність від Московії. Перемишльська єпархія, до якої тоді належала парафія у Страдчі, приєдналася до унії дещо пізніше, у 1691 році.
Православні.
2.08.1998 православною громадою у селі Страдч було освячено Храм на честь апостолів Петра і Павла. Очолив освячення і богослужіння архієпископ Дрогобицький і Самбірський Феодосій (Пецина) Основні меценати: директор заводу «Селікат» Худоба Ігор Іванович; Подолян Віктор Іванович – директор Яворівської сірки; голова місцевого колгоспу – Федорак Іван Васильович; Пасєка Степан Павлович – директор лісгоспу, багато інших і всі православні парафіяни. Головою церковної двадцятки був Гулик Василь Гнатович, який кожен день був на будівництві храму. Кунинець Іван Григорович був не лише як керівник будівельної бригади, але і меценатом багатьох будівельних матеріалів. Престол і проскомидійник виготовив і подарував Телюк Юрій Іванович зі с. Ямельня.        
Сьогодні православна громада с. Страдч належить до Дрогобицько-Самбірської єпархії Православної церкви України. Настоятель парафії - митр. прот. Микола Ревуцький.
Греко-Католики.
Греко-Католицька громада с. Страдч вперше починає функціонувати від 1691 р., коли Перемишльська єпархія приєдналася Берестейської унії.
Папа Пій XI у 1936 надав страдецькій церкві повний відпуст на кожний день у році та встановив на страдецькій горі хресну дорогу (кальварію), з єрусалимськими відпустами. До слова, сьогодні у Страдчі є три діючих Повних Відпусти а саме: на Хресну дорогу (на кожний день року), на храмовий празник Успіння Пресвятої Богородиці 15 серпня та на день спомину мученицької смерті Блаженних священномученика Миколи Конрада і мученика Володимира Прийми 26 червня.
Сьогодні, Страдч є великим відпустовим центром Львівської Архиєпархії УГКЦ. Щоденно до Храму Успіння Пресвятої Богородиці с. Страдч УГКЦ, та на Хресну дорогу приїжджають тисячі вірян з цілого світу за полегшою душі. Також у Страдчі греко-католицькою громадою збудований і освячений Будинок паломника, в якому прочани мають можливість зупинитися, зігрітися, пообідати. Окрім того у Будинку паломника є психологічна порадня
(вівторок-середа з 10:00 до 14:00)
(п'ятниця-субота з 11:00 до 14:00)
Відомі греко-католицькі священики Страдча:
- о. Микола Конрад — блаженний УГКЦ, в минулому парох с. Страдч. Був закатований разом з дяком Володимиром Приймою у 1941 р. руками більшовицьких безбожників. У червні 2001 р. папа Іван Павло ІІ визнав страдецьких мучеників Блаженними УГКЦ.
- о. Орест Коновалець
- о. Микола Вояковський
- о. Степан Здобиляк
- о. Євген Бойко
- о. Іван Колтун - дійсний парох парафії Успення Пресвятої Богородиці с. Страдч УГКЦ

Пісня до Матері Божої Страдецької
Ой, хто з вас терпить, хто журу має
Най в Страдче спішить, ласки благає
Ту Страдецьку Матір Божу
Ту Пречисту Квітку гожу,-
Вона всіх там жде,
Полекшу дає.
Хто хворий – слабий, того лікує,
Хто бідний, сумний – жаль його чує,-
Хто в нещастю упадає,
Тому щиро помагає,
Мати на горі,
У Страдчі, в селі.
Ой, раз татари село напали,
Святий монастир тут сплюндрували,
Ченців Божих повбивали,
Усіх людей скатували,
Ті бусурмани,
Люті погани!
То Мати Божа, зірничка гожа,
Стала на горі в великій журі
Щирі сльози проливала,
На побитих споглядала,
Душі зібрала,
У рай повела.
Повела Вона їх стежечками
Попід земельку та печерами,
Аж у Київ, в Україну
У Софійськую Святиню,
З душами прийшла
І так сказала:
Ви душі чесні, ви душі праві,
За рідну віру згинули в славі,
За те я вам рай зготую
І ваш нарід порятую,
В важкій потребі
Поміч дам з неба.
Злинули душі в небо, до раю,
А Божа Мати по ріднім краю
Ходить далі і зітхає,
Слушного часу чекає,
Щоб нам помогти,
Від горя спасти.
О, Пресвятая Страдецька Мати,
Зволь нам в потребі руку подати,-
Покріпи нас і спаси нас,
І до щастя поведи нас,
Нашу родину Всю Україну!

## Пам'ятки
- Давній печерний православний монастир з храмом Матері Божої Нерушимої Стіни
- Храм Успення Пресвятої Богородиці УГКЦ

## Особистості

### Пов'язані зі Страдчем
- Прийма Володимир — блаженний Української греко-католицької церкви, служив дяком і регентом в церкві с. Страдч.

### Померли у Страдчі
- Петро Бухтяк-«Петро» — зв’язковий проводу Львівського краю, загинув 25 листопада 1950року[2], нагороджений Срібним Хрестом заслуги УПА Наказом ГВШ УПА ч.1/51 від 25 липня 1951 року.[3]
- о. Орест Коновалець (1854-18.5.1931, Страдч) — стрийко провідника ОУН Євгена Коновальця[4]
- о. Микола Конрад — блаженний УГКЦ, в минулому парох с. Страдч. Був закатований разом з дяком Володимиром Приймою у 1941 р. руками більшовицьких безбожників. У червні 2001 р. папа Іван Павло ІІ визнав страдецьких мучеників блаженними УГКЦ.

## Галерея

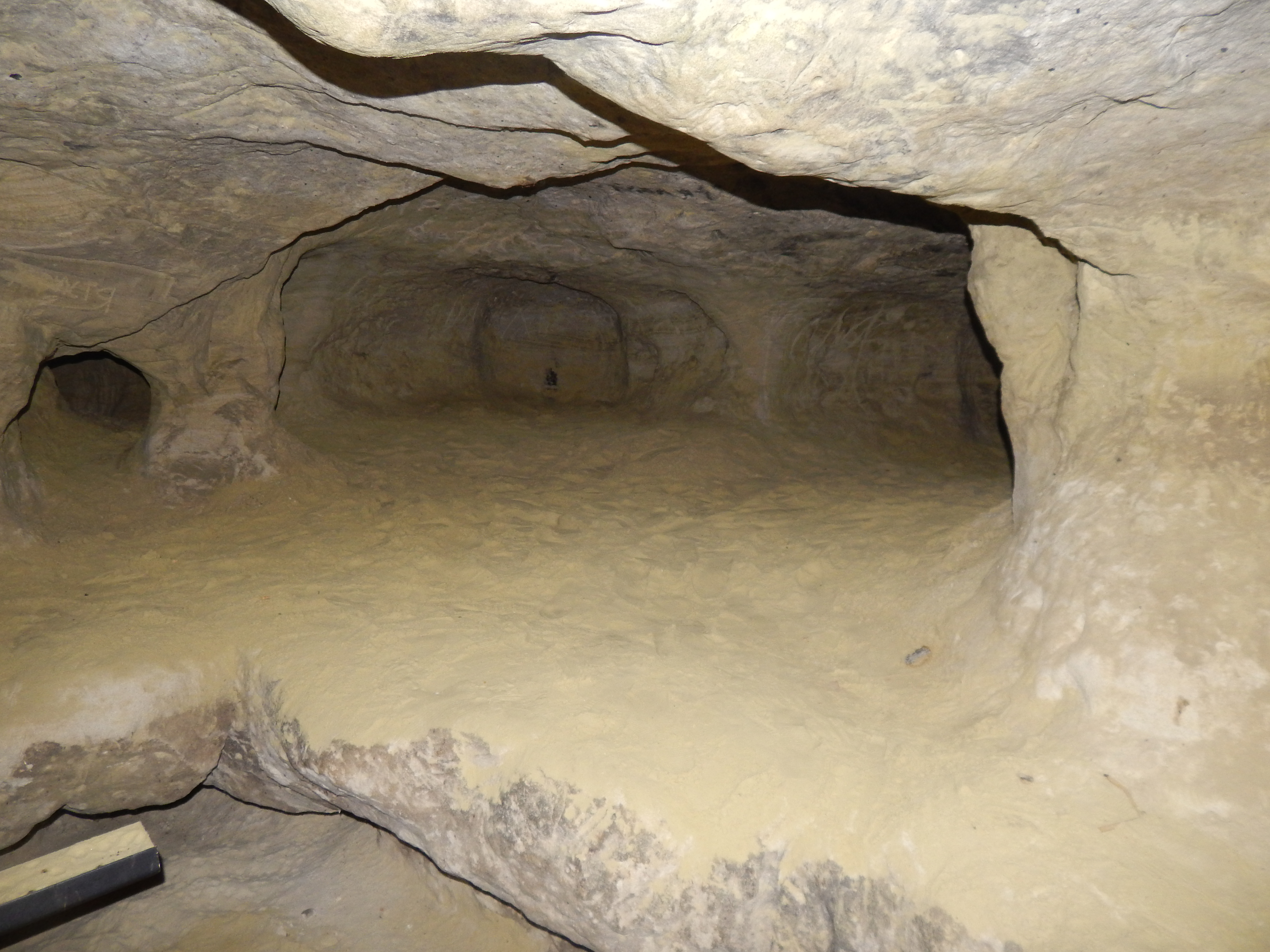
Всередині давнього Страдецького печерного монастиря
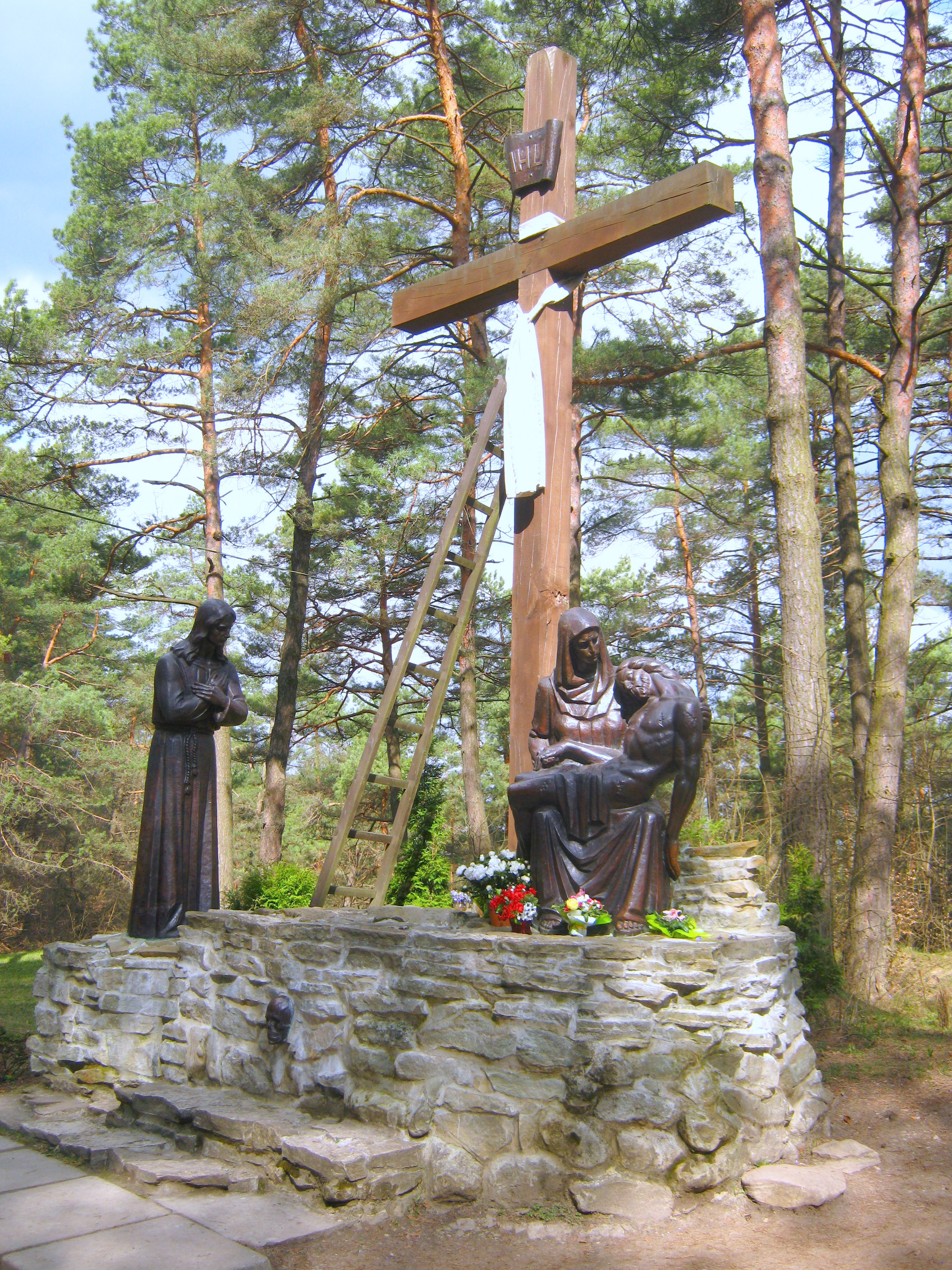
Хресна дорога на Страдчанській горі. Стація XIII
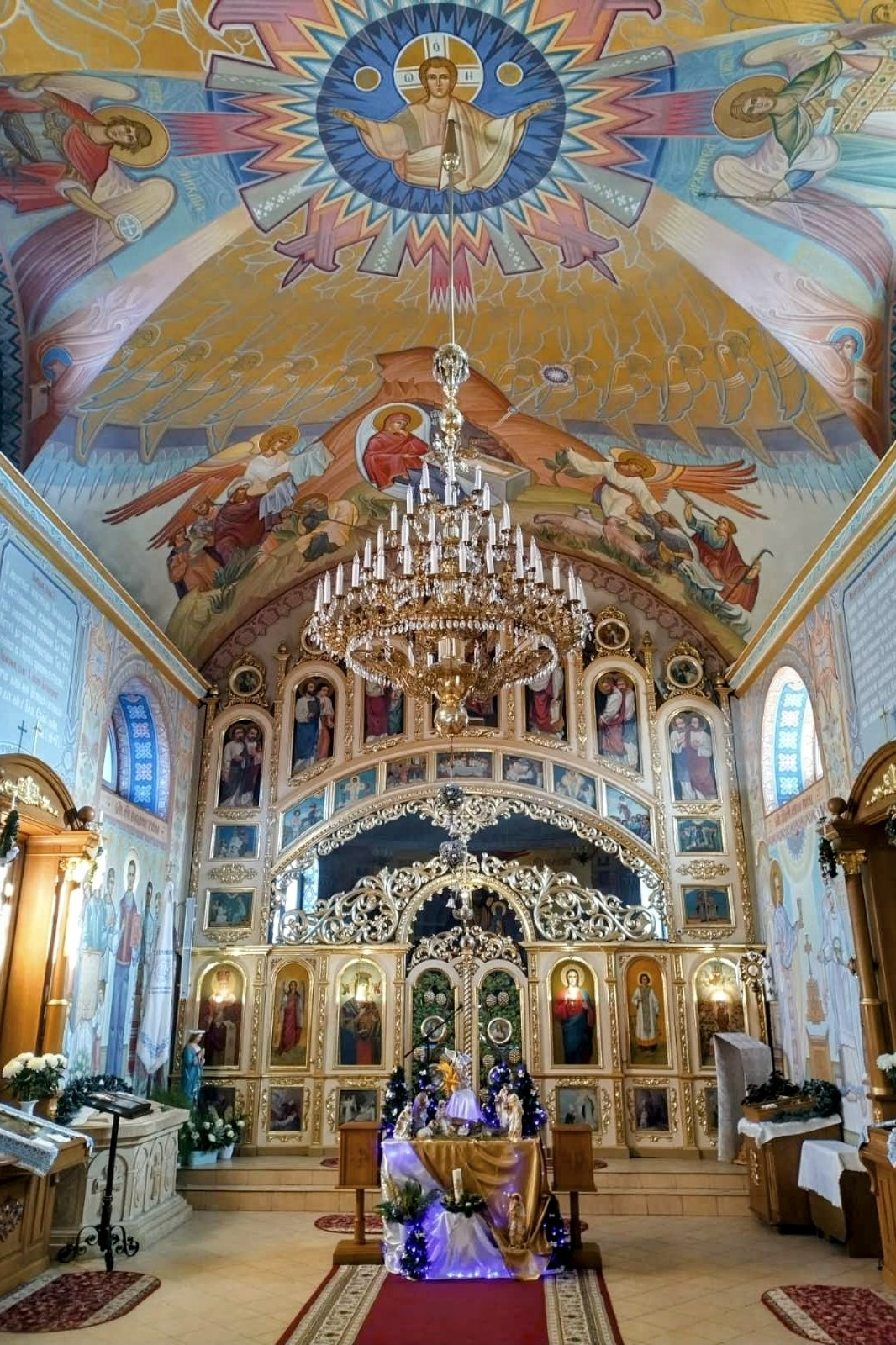
Інтер'єр храму Успіння Пресвятої Богородиці
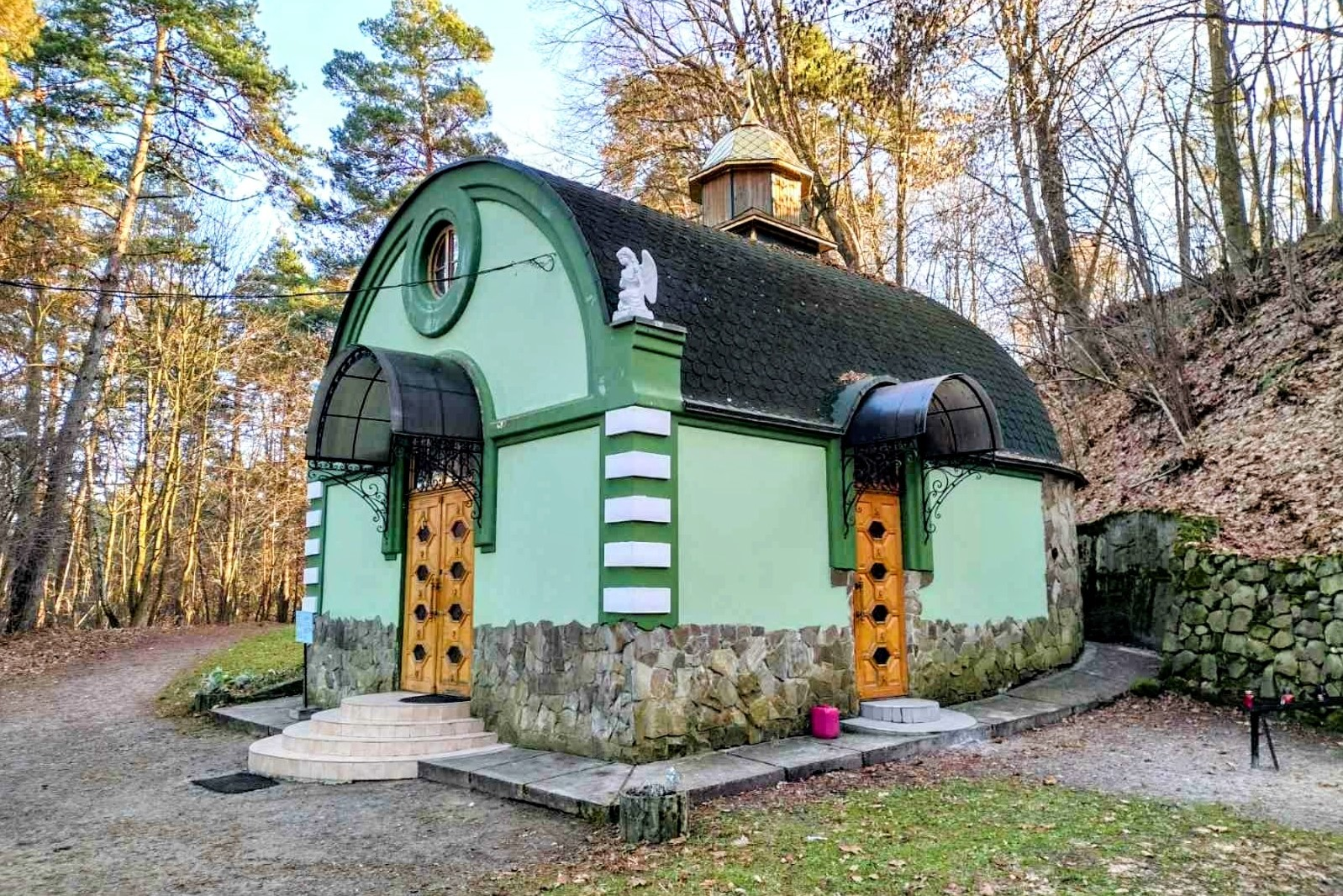
Храм Матері Божої Нерушимої Стіни біля Страдецької печери
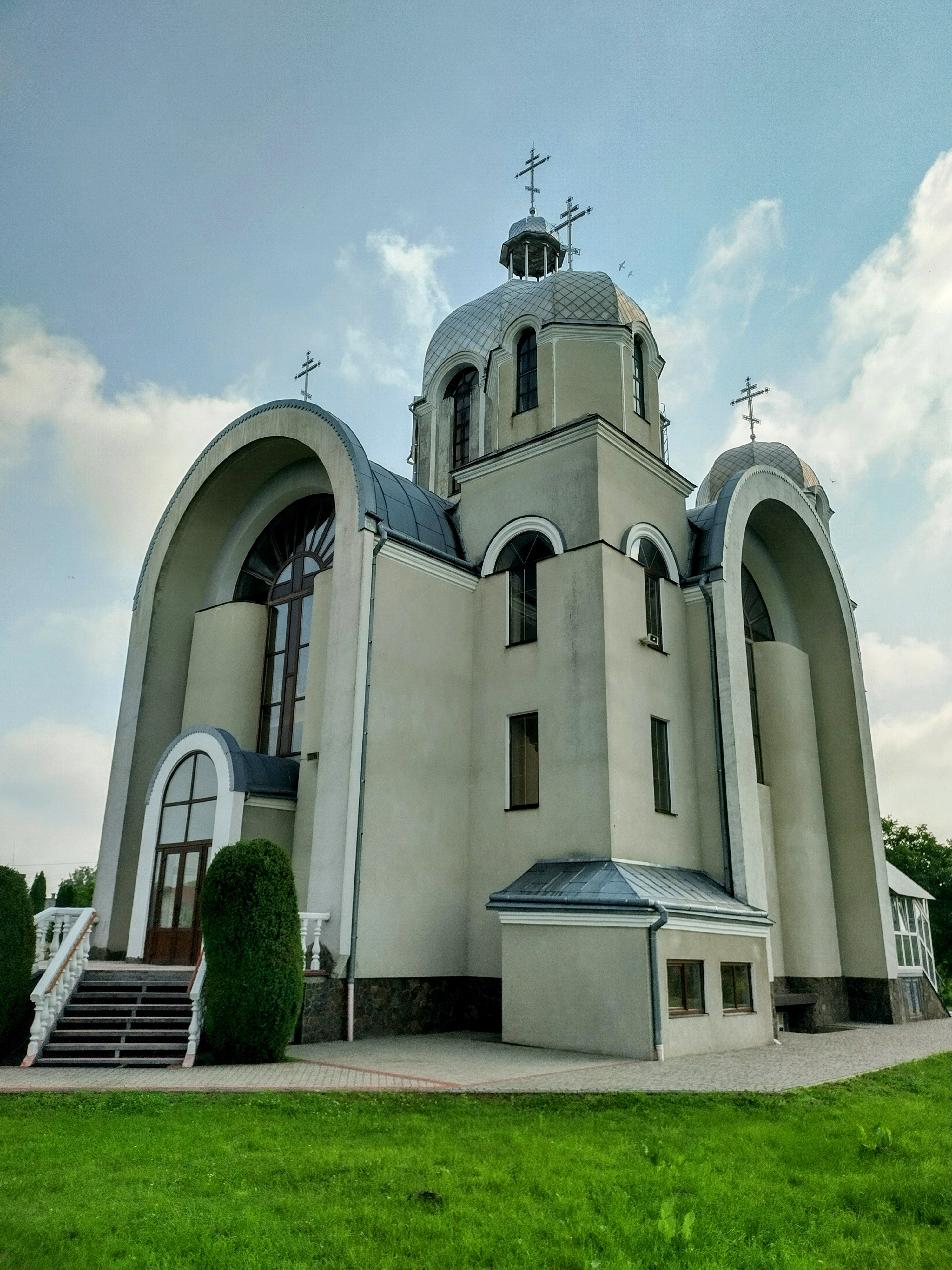
Церква Святих Апостолів Петра і Павла